# Opostega atypa
Opostega atypa là một loài bướm đêm thuộc họ Opostegidae. Nó được Turner miêu tả năm 1923. Nó được tìm thấy ở Queensland ở Úc.
Con trưởng thành bay vào tháng 7.